# Чижович, Мацей
Мацей Чижович (пол. Maciej Tomasz Czyżowicz; род. 28 января 1962, Щецин, Западно-Поморское воеводство, Польша) — польский пятиборец, олимпийский чемпион, призёр чемпионата мира и Европы.

## Биография
Мацей Томаш Чижович родился 28 января 1962 года в Щецине, в семье Болеслава и Женевьевы Пеларскей (пол. Pielarskiej). Местную школу окончил в 1981 году, после чего два года обучался в медицинском колледже в Зелёна-Гуре (специальность — физиотерапевт). Занятия спортом начал в семилетнем возрасте, когда вместе с отцом начал ходить в местный бассейн. Через некоторое время стал заниматься пятиборьем, о котором узнал во время просмотра Летних Олимпийских игр 1976 года в Монреале. Под впечатлением от этого вида спорта Мацей Чижович остался после выступления польского атлета Януш Пыцяк-Пецяка, который стал обладателем золотой медали в современном пятиборье. В 1988 году из-за депрессии, вызванной неудачными выступлениями, оставил занятия спортом и уехал в США. Первой значимой медалью в его активе стала бронза, которая была добыта в командных соревнованиях на Чемпионате мира по современному пятиборью 1990 года. В дальнейшем становился обладателем медалей различного достоинства на Чемпионате Европы 1991, 1997 года, а также Чемпионата мира 1991, 1994/95/96 годов.
В 2017 году Олимпийский комитет Польши проводил разного рода мероприятия в польских городах, что было приурочено к проведению первых Олимпийских игр в Афинах в 1896 году. Параллельно с этим проводилось чествование спортсменов, которые 25 лет назад довольно успешно выступили на Летних Олимпийских играх 1992 года в Барселоне. На празднование был приглашен и Мацей Чижович.

### Олимпийские выступления
Единственными успешными олимпийскими соревнованиями в карьере Чижовича стали Летние Олимпийские игры 1992 года в Барселоне. С результатом 16,018 золото в командных соревнованиях по современному пятиборью выиграла польская команда (Аркадиуш Скршипашек, Дариуш Гоздзяк, Мацей Чижович). Второе место заняла Объединённая команда (15,924), а третье итальянская команда (15,760).

## Примечание
1. ↑  Maciej Czyżowicz | PZPNow. PZPNow (пол.). Архивировано 3 июня 2017. Дата обращения: 16 октября 2017.
2. ↑  Polski Komitet Olimpijski. Biografie • Polski Komitet Olimpijski (пол.). www.olimpijski.pl. Дата обращения: 16 октября 2017. Архивировано из оригинала 16 октября 2017 года.
3. ↑  Polish Olympic Committee holds 53rd edition of Central Inauguration of the Olympians' Days. 16 апреля 2017. Архивировано 16 октября 2017. Дата обращения: 16 октября 2017.
4. ↑  Modern Pentathlon at the 1992 Barcelona Summer Games: Men's Team (англ.). Olympics at Sports-Reference.com. Дата обращения: 16 октября 2017. Архивировано из оригинала 6 августа 2009 года.
5. ↑  George Constable. XXV Olympiad: Barcelona 1992, Lillehammer 1994. — Warwick Press Inc., 2015-11-18. — 667 с. — ISBN 9781987944228. Архивировано 16 октября 2017 года.